# Maria Frieden (Kippenheim)
Maria Frieden ist eine Kapelle in Kippenheim, Erzbistum Freiburg, und Wallfahrtskirche. Die Kapelle ist der Gottesmutter Maria geweiht.

## Geschichte
Am Abend des 15. Oktober 1944 versammelte sich die Pfarrgemeinde St. Mauritius zusammen mit Pfarrer Johannes Heß in der Pfarrkirche um folgendes Gelöbnis abzulegen: „Wenn wir unsere Heimat nicht verlassen müssen und unser Dorf vor größeren Schäden bewahrt bleibt, dann wollen wir auf unserer Gemarkung auf dem Berg eine Kapelle bauen zu Ehren der Königin des Friedens.“
Im Januar/Februar 1945 wurde die Situation im Ort kritisch. Umliegende Gemeinden waren bereits evakuiert, Kirchen und zahlreiche Wohnhäuser in der Umgebung wurden ein Raub der Flammen. Die Nachbargemeinde Mahlberg lag fast jeden Abend unter Artilleriebeschuss. Am Nachmittag des 18. April 1945 rückte die Artillerie heran und auch Kippenheim stand unter Beschuss.
Einer der ersten Treffer zerstörte die Brunnenschale des Stockbrunnens vor dem Rathaus. Die Marienstatue in seiner Mitte stand wie durch ein Wunder noch auf ihrem Sockel. Weitere Treffer landeten auf dem Friedhof sowie im Farrenstall. Doch vor größeren Schäden blieb der Ort verschont.
Am 21. Mai 1945 fasste der Stiftungsrat den Beschluss zum Bau der Kapelle. Als Standort wurden zwei Grundstücke auf dem Hohbühl gewählt. Bereits 13 Monate später erfolgte der erste Spatenstich, einen weiteren Monat später die Grundsteinlegung. Die Pläne wurden von dem Architekten Josef Maria Weber aus Freiburg im Breisgau ausgearbeitet.
Mitte 1946 wurde mit den Arbeiten begonnen, die durch große Materialknappheit geprägt waren. Oft war es nur möglich, Baumaterial im Tausch gegen Zigarren und Zigaretten zu erhalten.
Am 15. August 1947 war die Kapelle „Maria Frieden“ fertiggestellt und wurde in einem festlichen Gottesdienst von Prälat Augustin Schuldis ihrer Bestimmung übergeben.
Heute ist die Kapelle ein beliebter Ort für Trauungen, Wallfahrtsgottesdienste finden zweimal jährlich an Christi Himmelfahrt sowie an Maria Himmelfahrt statt. Im Mai und Oktober laden sonntags Marienandachten Gläubige aus nah und fern ein.

## Glocken
Die Glocken wurden im Jahr 1948 in der Glockengießerei Gebrüder Rincker in Sinn (Hessen) gegossen und am 19. März 1949 vor „Maria Frieden“ geweiht.
| Nummer | Gewicht | Inschrift                            |
| ------ | ------- | ------------------------------------ |
| 1      | 45 kg   | „St. Josef – Hilf zum Guten Tod“     |
| 2      | 65 kg   | „St. Johannes – Lehr der Lieb Gebot“ |
| 3      | 90 kg   | „St. Maria – Hilf in aller Not“      |